# Callum Paterson
Callum Paterson (* 13. Oktober 1994 in London) ist ein schottischer Fußballspieler, der bei Sheffield Wednesday spielt.

## Karriere

### Verein
Callum Paterson wurde als Sohn eines Schotten und einer simbabwischen Mutter in London geboren. Als Dreijähriger kam er mit seinen Eltern nach Edinburgh. Die Fußballkarriere begann er beim Tynecastle Boys Club in Edinburgh. Ab dem Jahr 2010 spielte er in der Jugend von Heart of Midlothian. Im August 2012 gab Paterson als 17-Jähriger sein Profidebüt, als er im Ligaspiel gegen den FC St. Johnstone in der Startelf stand. Im selben Monat debütierte er für die Hearts im Europapokal gegen den FC Liverpool. Im September 2012 traf Paterson im Ligaspiel gegen Dundee United doppelt und konnte damit seine ersten Tore als Profi erzielen. In seiner ersten Profisaison stand er mit den Hearts im Ligapokalfinale, das gegen den FC St. Mirren verloren wurde. In der Saison darauf befanden sich die Hearts in einem Insolvenzverfahren, das durch den Präsidenten Roman Romanow verursacht wurde. Zur Strafe erhielten die Hearts einen 15-Punkte-Abzug und stiegen am Saisonende 2013/14 in die zweite schottische Liga ab. Paterson absolvierte in der Abstiegssaison als Stammspieler 37 Spiele und erzielte dabei elf Treffer als Abwehrspieler. In der folgenden Zweitligasaison 2014/15 gelang der direkte Wiederaufstieg.
Im Juni 2017 wechselte Paterson zu Cardiff City. Gut drei Jahre später folgte der Transfer zu Sheffield Wednesday.

### Nationalmannschaft
Callum Paterson spielte im April 2012 einmal in der U-18 von Schottland gegen Serbien. Im September desselben Jahres spielte Paterson zudem einmal in der U-19. Im November 2012 gab er auch sein Debüt in der U-21 gegen Portugal. Für die U-21-Altersklasse spielte der Defensivspieler bis zum Jahr 2015 zwölfmal und konnte im Spiel gegen Georgien seinen ersten Treffer erzielen. Im November 2014 wurde Paterson vom Trainer der A-Nationalmannschaft, Gordon Strachan, für die Länderspiele gegen Irland und England berufen. Paterson kam in keinem der Spiele zum Einsatz. Sein Debüt gab er erst zwei Jahre später, im Mai 2016 gegen Italien. Für die schottische Auswahl spielte Paterson unter anderem in der Qualifikation für die Weltmeisterschaft 2018 gegen Malta, Litauen und die Slowakei.

## Erfolge
mit Heart of Midlothian:
- Schottischer Zweitligameister: 2015